# Neolophonotus transvaalensis
Neolophonotus transvaalensis är en tvåvingeart som först beskrevs av Ricardo 1920.  Neolophonotus transvaalensis ingår i släktet Neolophonotus och familjen rovflugor. Inga underarter finns listade i Catalogue of Life.